# Disonorata (film 1931)
Disonorata (Dishonored) è un film del 1931 diretto da Josef von Sternberg. Propone Marlene Dietrich in veste di donna fatale paragonabile alla Greta Garbo del film Mata Hari, che sarebbe uscito pochi mesi dopo.

## Trama
La storia è ambientata durante la prima guerra mondiale in un Impero austro-ungarico destinato al declino.
Marie, una prostituta austriaca, è conosciuta per il suo coraggio e viene ingaggiata dai servizi segreti dell'impero per diventare un agente; da allora, il suo nome sarà X-27. Il primo compito affidato a Marie è quello di smascherare una spia russa, il colonnello Hindau. Avvalendosi delle sue grazie femminili, la donna porta a termine la missione pur sfuggendo per un pelo alla spada del nemico.
In seguito al primo successo, Marie riceve l'incarico di occuparsi di un secondo caso, quello del tenente Kranau: quest'ultimo dovrà essere assicurato al controllo dei servizi segreti austriaci, dato che opera anche lui come spia al servizio dei russi. Ben presto, la donna riesce a adescarlo in un casinò; nonostante una certa attrazione per Marie, il tenente fiuta però il pericolo e riesce a sottrarsi alla trappola, con grande disappunto dei servizi segreti che per tutta risposta spediscono X-27 in missione in Russia.
Il tenente Kranau viene a sapere casualmente del progetto di questa nuova missione di X-27 e così i due antagonisti finiscono per ritrovarsi nell'impero zarista. Travestita da cameriera di campagna russa, Marie intraprende la nuova missione: deve impadronirsi di documenti custoditi presso un colonnello russo nella cui cerchia si trova anche il tenente Kranau. Quest'ultimo è già al corrente del pericolo, per cui riesce facilmente a smascherarla e a farla sua prigioniera. Ciononostante, la donna riesce a riprendere il flirt interrotto con il tenente e gli propina un sonnifero per poi darsi alla fuga, sottraendo ai russi i documenti da lei cercati. In seguito alla riuscita della missione di X-27, saranno fatti prigionieri dagli austriaci diversi militari russi e perfino lo stesso Kranau.
Dopo la cattura dei nemici, Marie ottiene il permesso di parlare a quattr'occhi con il tenente con lo scopo di ottenere da lui tutte le informazioni di cui è in possesso. Una volta rimasta sola con il tenente, Marie comincia a parlare con lui e a giocherellare con la pistola, fino al momento in cui questa le cade di mano ed entra in possesso del tenente che riesce così a scappare. In realtà, però, quella di raccogliere nuove informazioni non era stata altro che una scusa; la vera intenzione della donna era invece proprio quella di graziare il nemico e di offrirgli la possibilità di tornare a casa sano e salvo. A quanto pare, l'attrazione tra i due era reciproca e, nel dubbio, Marie aveva deciso di agire seguendo i suoi valori di peccatrice leale.
A questo punto, comunque, Marie è tenuta a rispondere dell'accaduto e viene condannata alla fucilazione per alto tradimento. Austera e senza paura della morte, all'esecuzione la donna si ripresenta nei suoi vecchi abiti da prostituta, provocando la commozione di diversi tra i presenti, in disaccordo con un'esecuzione che resta però inevitabile. Prima di cadere una volta per tutte sotto gli spari del plotone, Marie si esibisce in un tacito manifesto per i propri valori femminili, rimettendosi a posto le calze, aggiustandosi il trucco e conquistando il rispetto di tutti.

## Produzione
Il film si inseriva nella scia del fortunato Marocco, ma la produzione non rimase priva di conflitti: Sternberg prevedeva come titolo semplicemente X-27, ma fu deluso dall'imposizione della Paramount che invece volle chiamare la pellicola Dishonored, titolo più colorito, ma meno calzante.

## Accoglienza
Il film ebbe un buon successo e consolidò il sodalizio Dietrich-Sternberg presso la Paramount.
Dato che il vecchio impero viene caratterizzato in maniera assai approssimativa, già prima della salita al potere di Hitler la critica tedesca lamentò il fatto che gli ambienti austriaci fossero stati negligentemente trasfigurati da Sternberg, a maggior ragione considerando che si trattava di un regista originario di quel Paese.
La pellicola è stata indicata tra i migliori dieci film del 1931 dal National Board of Review of Motion Pictures.